# Lycoderes brevilobus
Lycoderes brevilobus är en insektsart som beskrevs av Albino Morimasa Sakakibara 1972. Lycoderes brevilobus ingår i släktet Lycoderes och familjen hornstritar. Inga underarter finns listade i Catalogue of Life.